# Будика Олександр Дмитрович
Олександр Дмитрович Будика (нар. 19 вересня 1927, Ростов-на-Дону—17 листопада 2001, Москва) — радянський державний діяч, 1-й заступник завідувача відділу сільського господарства і харчової промисловості ЦК КПРС, міністр хлібопродуктів СРСР. Кандидат у члени ЦК КПРС у 1986—1990 роках. Депутат Верховної Ради СРСР 11-го скликання (у 1988—1989 роках). Кандидат економічних наук (1968).

## Життєпис
Народився в родині службовця.
У 1943—1944 роках — слюсар Сталінського металургійного заводу міста Сталіно Української РСР.
У 1944—1948 роках — учень Ростовського технікуму залізничного транспорту.
У 1948—1953 роках — студент Ростовського інституту сільськогосподарського машинобудування.
Член ВКП(б) з 1949 року.
У 1953—1957 роках — головний механік монтажного управління, головний інженер, директор Кумської машинно-тракторної станції (МТС) Арзгірського району Ставропольського краю.
У 1957—1960 роках — голова колгоспу «Родина» Арзгірського району Ставропольського краю.
У 1960—1961 роках — директор Північно-Кавказької зональної нормативно-дослідної станції в місті Ставрополі.
У 1961—1962 роках — заступник завідувача сільськогосподарського відділу Ставропольського крайового комітету КПРС.
У 1962—1964 роках — начальник Ставропольського районного виробничого колгоспно-радгоспного управління, начальник Шпаковського районного виробничого колгоспно-радгоспного управління Ставропольського краю.
У 1964—1971 роках — завідувач сільськогосподарського відділу Ставропольського крайового комітету КПРС.
У 1971—1980 роках — заступник голови виконавчого комітету Ставропольської крайової ради народних депутатів.
У 1980—1983 роках — заступник завідувача сільськогосподарського відділу ЦК КПРС. У 1983—1987 роках — заступник завідувача, у 1987 році — 1-й заступник завідувача відділу сільського господарства і харчової промисловості ЦК КПРС.
6 квітня 1987 — 27 червня 1989 року — міністр хлібопродуктів СРСР.
З липня 1989 року — персональний пенсіонер союзного значення в Москві.
Помер 17 листопада 2001 року в Москві. Похований на Троєкуровському цвинтарі.

## Нагороди і звання
- орден Леніна
- чотири ордени Трудового Червоного Прапора
- орден «Знак Пошани»
- медаль «За доблесну працю. В ознаменування 100-річчя з дня народження Володимира Ілліча Леніна» (1970)
- медалі